# Норенков, Игорь Петрович
Игорь Петрович Норенков (19 августа 1933 года, г. Пенза — 31 декабря 2012) — советский и российский учёный, доктор технических наук, профессор МГТУ им. Н. Э. Баумана. Один из пионеров автоматизации проектирования в СССР. Основатель кафедры «Системы автоматизированного проектирования» (РК6) МГТУ им. Н. Э. Баумана. Заслуженный деятель науки и техники РФ; лауреат Государственной премии СССР.
31 декабря 2012 года скончался.